# 北支那方面軍
北支那方面軍（きたしなほうめんぐん）は、日中戦争勃発後の1937年（昭和12年）8月31日に編成された大日本帝国陸軍に於ける最初の方面軍である。司令部は北京に置かれ、一貫して華北方面を作戦地域とし終戦時まで北京に在った。

## 沿革
盧溝橋事件が発生、日中戦争が勃発し支那駐屯軍が第1軍に改編されると同時に第2軍も設けられ、それらを統括するため大本営直轄軍として発足したが、1939年（昭和14年）9月23日には新設された支那派遣軍の戦闘序列に編入された。

## 北支那方面軍の人事

### 歴代司令官
- 寺内寿一 大将（陸士11期、陸大21期）：1937年（昭和12年）8月26日 - 1938年（昭和13年）12月9日
- 杉山元 大将（陸士12期、陸大22期）：1938年（昭和13年）12月9日 - 1939年（昭和14年）9月12日
- 多田駿 中将（陸士15期、陸大25期）：1939年（昭和14年）9月12日 - 1941年（昭和16年）7月7日
- 岡村寧次 大将（陸士16期、陸大25期）：1941年（昭和16年）7月7日 - 1944年（昭和19年）8月25日
- 岡部直三郎 大将（陸士18期、陸大27期）：1944年（昭和19年）8月25日 - 1944年（昭和19年）11月22日
- 下村定 中将（陸士20期、陸大28期）：1944年（昭和19年）11月22日 - 終戦
- 根本博 中将（陸士23期、陸大34期）：1945年（昭和20年）8月19日 - 復員

### 歴代参謀長
- 岡部直三郎 少将（陸士18期、陸大27期）：1937年（昭和12年）8月26日 - 1938年（昭和13年）7月15日
- 山下奉文 中将（陸士18期、陸大28期）：1938年（昭和13年）7月15日 - 1939年（昭和14年）9月23日
- 笠原幸雄 少将（陸士22期、陸大30期）：1939年（昭和14年）9月23日 - 1941年（昭和16年）3月1日
- 田辺盛武 中将（陸士22期、陸大30期）：1941年（昭和16年）3月1日 - 1941年（昭和16年）11月6日
- 安達二十三 中将（陸士22期、陸大34期）：1941年（昭和16年）11月6日 - 1942年（昭和17年）11月9日
- 大城戸三治 中将（陸士25期、陸大36期）：1942年（昭和17年）11月9日 - 1944年（昭和19年）10月14日
- 高橋坦 中将（陸士27期、陸大38期）：1944年（昭和19年）10月14日 - 終戦

### 歴代参謀副長
- 河辺正三 少将（陸士19期、陸大27期）：1937年（昭和12年）8月26日 - 1938年（昭和13年）4月14日
- 町尻量基 少将（陸士21期、陸大29期）：1938年（昭和13年）4月14日 - 1938年（昭和13年）7月7日
- 武藤章 大佐（陸士25期、陸大32期）：1938年（昭和13年）7月7日 - 1939年（昭和14年）9月30日
- 平田正判 少将（陸士25期、陸大34期）：1939年（昭和14年）9月30日 - 1941年（昭和16年）3月1日
- 有末精三 大佐（陸士29期、陸大36期）：1941年（昭和16年）3月1日 - 1942年（昭和17年）7月1日
- 中西貞喜 少将（陸士29期、陸大37期）：1942年（昭和17年）7月1日 - 1944年（昭和19年）3月1日
- 徳永鹿之助 大佐（陸士32期、陸大41期） ：1944年（昭和19年）3月1日 - 1945年（昭和20年）2月1日
- 岡田重一 少将（陸士31期、陸大41期）：1945年（昭和20年）2月1日 - 1945年（昭和20年）8月12日
- 渡辺渡 少将（陸士30期、陸大39期）：1945年（昭和20年）8月12日 - 終戦

### 経理部長
- 山本昇 主計中将：1939年（昭和14年）8月1日 - 1941年（昭和16年）3月1日[1]
- 吉野繁 主計中将：1943年（昭和18年）6月10日[2] - 終戦

## 所属部隊

### 方面軍創設時
- 第1軍
  - 第6師団
  - 第14師団
  - 第20師団
  - 野戦重砲兵第1旅団
    - 野戦重砲兵第2連隊
    - 野戦重砲兵第3連隊
- 第2軍
  - 第10師団
  - 第16師団
  - 第108師団

- 第5師団
- 第109師団
- 支那駐屯混成旅団

### 昭和14年末
- 第1軍：篠塚義男中将 [3]
  - 第36師団：舞伝男中将[3]
  - 第37師団：平田健吉中将[3]
  - 第41師団： 田辺盛武中将[3]
  - 独立混成第3旅団：吉沢忠男中将[3]
  - 独立混成第4旅団：百武晴吉中将[3]
  - 独立混成第9旅団：越生虎之助少将[3]
  - 独立混成第16旅団：村井俊雄少将[3]

- 駐蒙軍：岡部直三郎中将[3]
  - 第26師団：黒田重徳中将[3]
  - 騎兵集団：小島吉蔵中将[3]
  - 独立混成第2旅団：人見与一少将[3]

- 第12軍：飯田貞固中将[3]
  - 第21師団：鷲津鈆平中将[4]
  - 第32師団：木村兵太郎中将[4]
  - 独立混成第5旅団：秋山義兌少将[4]
  - 独立混成第6旅団：土屋兵馬少将[4]
  - 独立混成第10旅団：水野信少将[4]

- 方面軍直轄
  - 第27師団：本間雅晴中将[4]
  - 第35師団：前田治中将[4]
  - 第110師団：飯沼守中将[4]
  - 独立混成第1旅団：谷口呉朗少将[4]
  - 独立混成第7旅団：水原義重少将[4]
  - 独立混成第8旅団：瀬川四郎少将[4]
  - 独立混成第15旅団：長谷川美代次少将[4]

### 太平洋戦争開戦時
- 第1軍：岩松義雄中将[5]
  - 第36師団：井関仭中将[5]
  - 第37師団：長野祐一郎中将[5]
  - 第41師団：清水規矩中将[5]
  - 独立混成第3旅団：毛利末広少将[5]
  - 独立混成第4旅団：津田美武少将[5]
  - 独立混成第9旅団：池ノ上賢吉少将[5]
  - 独立混成第16旅団：若松平治少将[5]

- 駐蒙軍：甘粕重太郎中将[5]
  - 第26師団：矢野音三郎中将[5]
  - 騎兵集団（後に戦車第3師団へ改編）：西原一策中将[5]
  - 独立混成第2旅団：真野五郎少将[5]

- 第12軍：土橋一次中将[5]
  - 第17師団：平林盛人中将[5]
  - 第32師団：井出鉄蔵中将[5]
  - 独立混成第5旅団：内田銀之助少将[5]
  - 独立混成第6旅団：磐井虎二郎少将[5]
  - 独立混成第10旅団：大熊貞雄少将[5]

- 方面軍直轄
- 第27師団：冨永信政中将[5]
- 第35師団：原田熊吉中将[5]
- 第110師団：飯沼守中将[5]
- 独立混成第1旅団：鈴木貞次少将[5]
- 独立混成第7旅団：林芳太郎少将[5]
- 独立混成第8旅団：吉田峯太郎少将[6]
- 独立混成第15旅団：田中勤少将[6]

### 終戦時
- 第1軍：澄田𧶛四郎中将[7]
  - 第114師団：三浦三郎中将[6][7]
  - 独立混成第3旅団：山田三郎少将[8][9]
  - 独立歩兵第10旅団：板津直俊少将[8][9]
  - 独立歩兵第14旅団：元泉馨少将[8][9]
  - 第5独立警備隊：原田新一少将[9]

- 駐蒙軍：根本博中将[8][10]
  - 独立混成第2旅団：湯野川龍郎少将[8]
  - 第4独立警備隊：坂本吉太郎少将[10]

- 第12軍：鷹森孝中将[8][11]
  - 第110師団：木村経広中将[8][11]
  - 第115師団：杉浦英吉中将[8][12]
  - 戦車第3師団：山路秀男中将[8][12]
  - 騎兵第4旅団：加藤源之助大佐[8][13]
  - 第6独立警備隊：飯田雅雄少将[13]
  - 第10独立警備隊：星善太郎少将[13]
  - 第13独立警備隊：吉武秀人少将[13]
  - 第14独立警備隊：大井川八郎少将[14]

- 第43軍：細川忠康中将[8][14]
  - 第47師団：渡辺洋中将[8][14]
  - 独立混成第5旅団：長野栄二少将[8][15]
  - 独立混成第9旅団：的野憲三郎少将[8][15]
  - 独立歩兵第1旅団：浅見敏彦少将[8][15]
  - 第9独立警備隊：石川忠夫少将[15]
  - 第11独立警備隊：窪田武二郎少将[10]
  - 第12独立警備隊：滝本一麿少将[10]

- 方面軍直轄
- 独立混成第1旅団：小松崎力雄少将[8][16]
- 独立混成第8旅団：竹内安守少将[8][17]
- 独立歩兵第2旅団：服部直臣少将[8][17]
- 第3独立警備隊：古賀龍一少将[18][17]
- 第7独立警備隊：岡村勝実少将[17]
- 北支那特別警備隊：三宮満治少将[17]

防空部隊　 　 　
- 高射砲第15連隊：寺田伊平大佐
- 野戦高射砲第74大隊[16]
- 野戦高射砲第86大隊：谷脇旦蔵少佐[16]

輸送・勤務部隊 　 　
- 第1水路輸送隊[16]
- 第23野戦勤務隊本部[16]
- 第26野戦勤務隊本部[16]

兵站病院 　 　 　
- 第151兵站病院[16]
- 第152兵站病院[16]
- 第153兵站病院（天津）：木村虎次郎軍医少将[16]
- 第154兵站病院（北載河）[16]
- 第161兵站病院（石門）[16]
- 第187兵站病院（保定）[16]
- 第188兵站病院[16]

補給廠　 　 　
- 第20兵站病馬廠：小林幹雄獣医中佐
- 北支那軍馬防疫廠
- 北支那野戦兵器廠：星野秀敏大佐
- 北支那野戦自動車廠
- 北支那野戦貨物廠
- 北支那野戦補充馬廠

其他直轄部隊
- 電信第29連隊：片山幸市中佐[16]
- 北支那派遣憲兵隊[16]
- 北支那教化隊[16]
- 北支那野戦作井隊：鈴木一松少佐[16]
- 北支那防疫給水部[16]
- 北支那歩兵下士官候補者隊：吉岡頼勝大佐[19]
- 北支那経理部下士官候補者教育部[19]
- 北支那衛生部下士官候補者教育部[16]
- 北支那獣医部下士官候補者教育部[16]
- 北京陸軍兵事部[16]